# Tân Bình, La Gi
Tân Bình là một xã thuộc thị xã La Gi, tỉnh Bình Thuận, Việt Nam.

## Địa lý
Xã Tân Bình nằm ở vùng ven của thị xã La Gi, cách Thành phố Hồ Chí Minh 188 km và cách thành phố Vũng Tàu 88 km, có vị trí địa lý:
- Phía đông giáp xã Tân Tiến
- Phía tây giáp phường Tân An xã Tân Phước và huyện Hàm Tân
- Phía nam giáp phường Bình Tân và Biển Đông
- Phía bắc giáp huyện Hàm Tân.

Xã Tân Bình có diện tích 55,91 km², dân số năm 2022 là 8.641 người, mật độ dân số đạt 155 người/km².

## Hành chính
Xã Tân Bình được chia thành 5 thôn.

## Lịch sử
Ngày 5 tháng 9 năm 2005, Chính phủ ban hành Nghị định số 114/2005/NĐ-CP về việc:
- Thành lập phường Bình Tân trên cơ sở 326 ha diện tích tự nhiên và 20.788 nhân khẩu của xã Tân Bình
- Sáp nhập toàn bộ 983,57 ha diện tích tự nhiên còn lại của xã Tân An vào xã Tân Bình.

Xã Tân Bình có 5.783,17 ha diện tích tự nhiên và 4.584 nhân khẩu.